# Witold Noskowski

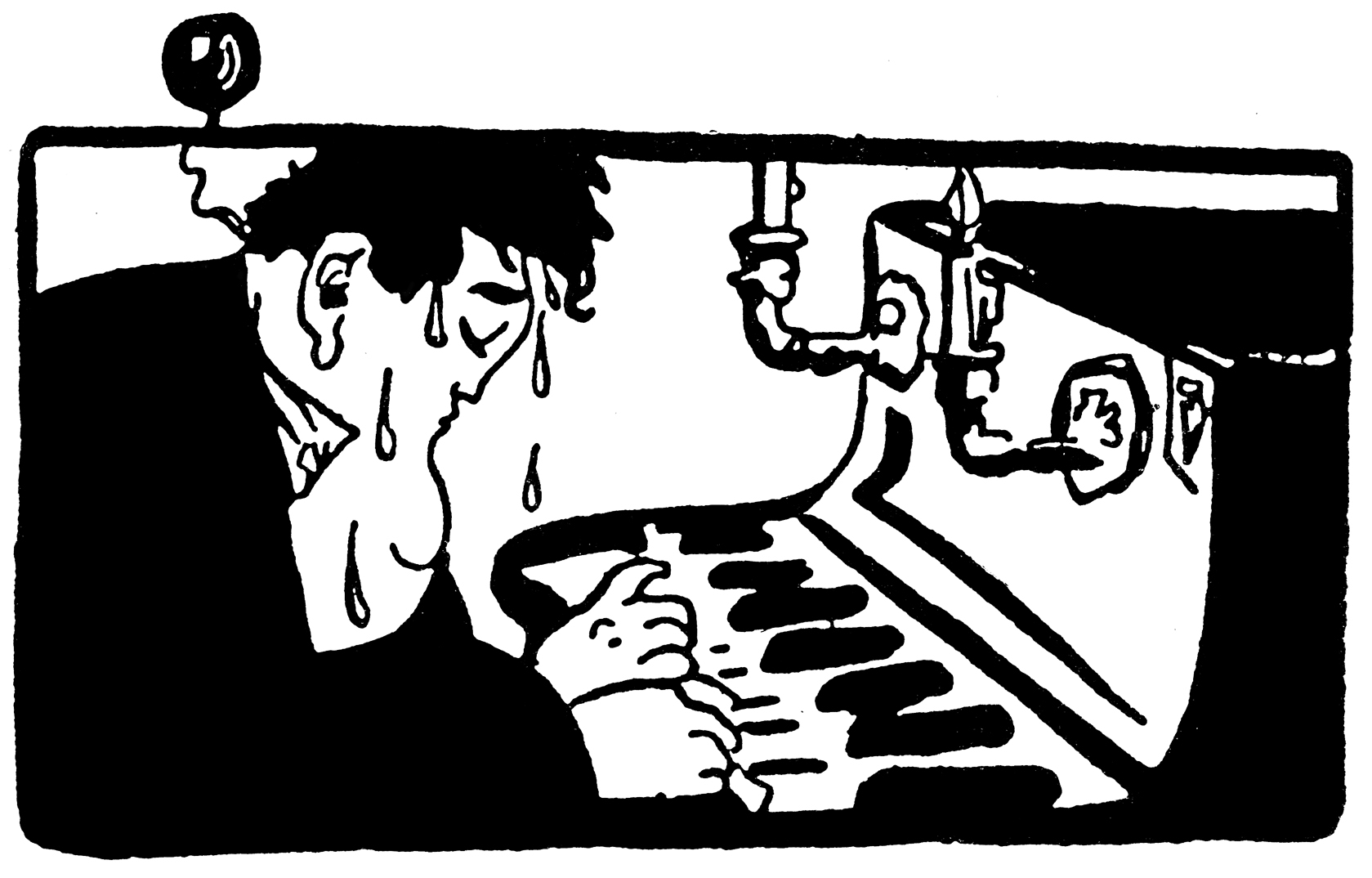
Karykatura Kazimierza Sichulskiego

Witold Noskowski ps. „Taper” (ur. 10 marca 1873 w Warszawie, zm. prawdopodobnie 2 listopada 1939 w Poznaniu) – polski dziennikarz, krytyk literacki, teatralny i muzyczny.

## Życiorys
Był synem krytyka teatralnego Władysława Noskowskiego (1841–1881) oraz Anieli z d. Komarnickiej (1850–1898). Od 1880 mieszkał we Lwowie, w którym w 1891 ukończył gimnazjum Batorego, a w 1896 studia na Wydziale Prawa Uniwersytetu Lwowskiego. Uczył się równocześnie śpiewu i muzyki oraz odbył 2-letnie studia wokalne w Moskwie i Mediolanie, ale poświęcił się dziennikarstwu. W latach 1900–1902 pracował w Krakowie w redakcji „Głosu Narodu”, a w latach 1902–1915 w „Czasie” był zastępcą redaktora naczelnego. Uczestniczył w życiu cyganerii krakowskiej. Współzałożyciel kabaretu „Zielony Balonik”, a następnie współautor oraz kompozytor muzyki do większości jego programów. W latach 1904–1914 w „Kurierze Warszawskim” prowadził dział korespondencji z Krakowa i w tym samym roku rozpoczął w Warszawie współpracę z „Dziennikiem Powszechnym”. W 1911 opublikował tom W sprawie polskiej szkoły nauk politycznych. W 1912 wraz z Boyem wydał Szopkę krakowską Zielonego Balonika na rok 1912, a w 1918 ukazał się zbiór reportaży Ludzie i armaty. Przeniósł się do Poznania w maju 1921, a w latach 1921–1922 był redaktorem politycznym „Dziennika Poznańskiego” i następnie w Warszawie redagował „Przegląd Wieczorny”. W 1925 na stałe zamieszkał w Poznaniu i do 1939 redagował w „Kurierze Poznańskim” stały „Dział Kultury i Sztuki”, w którym zamieszczał komentarze do wydarzeń kulturalnych i literackich nie tylko w kraju, ale również poza jego granicami. Jego recenzje teatralne odznaczały się rzetelnością, znajomością zagadnień teatru i eksponowaniem roli aktora. 4 listopada 1937, na wniosek Polskiej Akademii Literatury, został mu nadany Srebrny Wawrzyn Akademicki, ale go nie przyjął.
Po wybuchu wojny, 1 listopada 1939 został aresztowany przez Gestapo i wkrótce zginął zamordowany w Forcie VII w Poznaniu.

## Życie prywatne
15 kwietnia 1924 ożenił się z aktorką Bronisławą Wojciechowską.